# 미국의 총기 문화
미국의 총기 문화(Gun culture in the United States)는 미국에서의 시민들이 총기에 대한 행동, 태도, 신념과 사용을 포괄적으로 의미한다. 미국에서 총기 사용은 미국 수정 헌법 제 2조항에 합법적으로 보호 받는다.  총기류(Firearm)는 자기 방어, 사냥, 여가활동에 사용된다.
미국에서 총에 관한 정치는 총에 관한 권리를 옹호하는 보수세력과 총에 관한 규제를 지지하는 진보세력간에  극한 대립이 있다.  미국은 선진국들 안에서 유일하게 다량의 총기를 시민들에게 허용하고 있고, 다른 나라에 비해 상대적으로 높은 총기 폭력사건이 일어나고 있다.

## 역사

### 미국의 민병대 문화
미국의 총기 소유에 관한 태도는 미국 독립 전쟁에까지 거슬러 올라가며 이것은 주로 사냥, 민병대, 개척자 생활에 대한 것이다.
미국에서의 총기 소유에 관한 독특한 태도를 보여주는 것은 제임스 매디슨이 쓴 연방주의자 논집 제 46호에 나와 있다.

#### 사냥
미국인에게 사냥 스포츠에 대한 열정은 미국이 농경에 의존했을 때 성행했다.  정착인들에게 있어서 음식을 얻기 위한 직업으로써 또한 야생동물들의 위협으로부터 보호하기 위한 것이었다.

#### 민병대
민병대 전통은 초기 미국인이 외국 군대와 적대적인 토착 인디언들로부터 그들을 보호하기 위해 총기에 의존한 것에 따른다.  그들이 생존하기 위해서는 모두가 다 하나의 무기정도는 사용할 수 있어야 했다.  미국 독립 혁명 당시에는 국가적인 차원에서의 군대를 운영할 만한 재정과 인력이 부족했으므로 총기로 무장을 한 시민군대가 그 책임을 떠맡아야 했다.  모든 남성은 민병대에 복무해야 했고, 각자가 총기와 탄약을 소지해야 했다.  하지만, 1790년대 초에 의무적 복무와 선택적 복무로 바꼈으며 정식 군대가 생겨짐에 따라 시민 민병대는 차츰 사라지게 되었다.

#### 개척자 정신
19세기에 서부 개척시대에는 민병대와 같은 자신의 생명보호를 위한 필요가 급성장했다.  그당시 이야기를 담은 소설로는 제임스 페니모어 쿠퍼가 쓴 <모히칸 족의 최후 >가 있다.

## 총기 소유 정도
미국인은 세계 인구 전체의 4% 정도이지만, 세계 전체 총기의 46%를 소유하고 있다. 미국인은 3억 9천 3백만의 총기를 갖고 있는 데, 이것은 2등부터 25등까지의 총기를 소유하고 있는 나라의 합계보다 더 많은 숫자이다.  전체 인구의 40%에서 42% 가 가구당 1개 이상의 총기를 갖고 있다.
2020년과 2021년에 일어난 폭동과 팬데믹의 영향으로 소수민족인 아시안 어메리칸들도 총기 소유가 급증했다.

## 대중 문화
19세기와 20세기 초에 카우보이에 관한 영화가 급성장 하면서 대중문화에 많은 영향을 미쳤다.
1910년에는 갱스터 영화가 시작되어 알 카포네와 같은 실제 갱조직의 존재와 더불어 현재의 조직화된 범죄와 도시 폭력사태의 증가를 가져왔다.

## 같이 보기
- 미국의 총기 난사